# سیارک ۳۰۹۹
سیارک ۳۰۹۹ (به انگلیسی: 3099 Hergenrother، نامگذاری:1940GF) سه هزار و نود و نهمین سیارک کشف شده‌است که در ۳ آوریل ۱۹۴۰ کشف شد.
قدر مطلق سیارک برابر ۱۱٫۴۰ است.